# قرار مجلس الأمن التابع للأمم المتحدة رقم 24
قرار مجلس الأمن التابع للأمم المتحدة رقم 24، الذي تم تبنيه في 30 أبريل 1947، أوصى بقبول طلب المجر عضوية الأمم المتحدة في لجنة قبول الأعضاء الجدد «للدراسة وتقديم تقرير إلى مجلس الأمن في الوقت المناسب».
اعتمد القرار بأغلبية 10 أصوات، بينما امتنعت أستراليا عن التصويت. سيتم قبول المجر لاحقًا كعضو كامل في الأمم المتحدة بالقرار SCR 109 في عام 1955.